# 急務
| ウィキペディアには「急務」という見出しの百科事典記事はありません（タイトルに「急務」を含むページの一覧/「急務」で始まるページの一覧）。 代わりにウィクショナリーのページ「急務」が役に立つかもしれません。 |